# 隆田县
隆田县（越南语：／）是越南巴地头顿省历史上的一个旧县。面积77.67平方千米，2024年总人口155438人。

## 地理
隆田县北接巴地市，东接坦赭县，西接头顿市，南临南海。

## 历史
2003年12月9日，隆坦县分设为隆田县和坦赭县，隆田县下辖安义社、三福社、安一社、福兴社、福静社、隆田市镇、隆海市镇2市镇5社。
2024年10月24日，越南国会常务委员会通过决议，自2025年1月1日起，隆田县和坦赭县合并为隆坦县。

## 行政区划
隆田县下辖2市镇5社，县莅隆田市镇。
- 隆田市镇（Thị trấn Long Điền）
- 隆海市镇（Thị trấn Long Hải）
- 安义社（Xã An Ngãi）
- 安一社（Xã An Nhứt）
- 福兴社（Xã Phước Hưng）
- 福静社（Xã Phước Tỉnh）
- 三福社（Xã Tam Phước）